# Fantasía (canción)
«Fantasía» es una canción del cantante puertorriqueño Ozuna. Se lanzó el 28 de noviembre de 2019 como el quinto sencillo de su tercer álbum de estudio Nibiru.

## Antecedentes y lanzamiento
Para la promoción del álbum, Ozuna comenzó a divulgar "Planeta Fantasía", una serie de canciones conformado por cinco capítulos en total, en cada una de las pistas ha llevando una historia de cómo y qué es Nibiru. Finalmente, el tema se estrenó después que «Hasta que salga el sol» el 28 de noviembre de 2019, sin embargo, «Fantasía» corresponde a la primera parte de esta miniserie. El tema fue lanzado horas antes del estrenó del álbum Nibiru.
«Fantasía» fue escrita por el cantante junto a Nino Karlo, Juan G. Rivera, José Ortiz, Jorge Cedeño, Carlos Ortiz y Eduardo Vargar Berrios, mientras que su producción fue llevada a cabo por Hi Music Hi Flow, Chris Jeday y Gaby Music.

## Vídeo musical
El video musical de «Fantasía» se estrenó el 28 de noviembre de 2019. El material audiovisual formó parte de una serie de vídeos que Ozuna sube a sus plataformas en YouTube, siendo el capítulo tres de cinco en total. Pese a ser el capítulo uno de la miniserie se estrenó luego del vídeos de «Hasta que salga el sol» que corresponde al episodio dos. En el clip se ve una tormenta de viento con polvo y humo que azota una ciudad distópica. El vídeo fue dirigido por Colin Tiley, y a marzo de 2020 cuenta con 55 millones de reproducciones.

## Posicionamiento en listas
| Listas (2019)       | Mejor posición |
| ------------------- | -------------- |
| España (PROMUSICAE) | 13             |

## Historial de lanzamiento
| País   | Fecha                   | Formato                     | Discográfica            | Ref   |
| ------ | ----------------------- | --------------------------- | ----------------------- | ----- |
| Varios | 28 de noviembre de 2019 | Descarga digital, Streaming | Aura Music y Sony Latin | [ 7 ] |